# 衛文公
衞文公（？—前635年），姬姓，名启方，又作辟疆，后为避讳周孝王，改名燬，是衛國第二十位國君，衛昭伯與宣姜之子，衛戴公之弟，早年避亂躲避到齊國，齊桓公任用他為大臣，衞戴公死後，齊桓公立启方為衛君。
启方即位後減稅少刑，與民共苦。在位二十五年（前659年—前635年）。后世避讳汉景帝改为开方。
有些史料把「衛文公開方」，與「衛公子開方」視為兩人，說齊桓公部下有三奸：易牙、豎刁、衛公子開方，并记载卫公子开方不奔父母丧，因此管仲临终要齐桓公疏远他等三奸，但齐桓公终究还是复用三奸，导致病危时被三奸隔绝音讯而餓死，且齐孝公死后，公子开方又杀孝公子而立齐昭公。不過，根據《清華簡》，此說為誤。